# Air Atlantique (Royaume-Uni)
Pour les articles homonymes, voir Air Atlantique et AAG.
Air Atlantique (code AITA : 7M ; code OACI : AAG ; indicatif d'appel : Atlantic) est une compagnie aérienne britannique basée à Coventry. Elle assure des vols charters à destination de l'Europe, l'Afrique et le Proche-Orient.

## Histoire
General Aviation Services fut créée en septembre 1969 à Jersey par M.J.H. Collett comme une entreprise de taxi aérien. En juin 1977 l'entreprise franchit une étape en commençant à réaliser des vols cargo à la demande en Europe, au Proche-Orient et en Afrique avec deux Douglas DC-3 sous l'appellation commerciale d'Air Atlantique.
Début 1983 Air Atlantique exploitait un Cessna CitationII, deux Cessna 421, trois Cessna 310 et surtout huit Douglas DC-3. Son activité se répartissait en trois divisions, Atlantic Flight Services et Atlantic Flight Training à Jersey, et Air Atlantique (UK) à Blackpool, une unité de maintenance aéronautique.

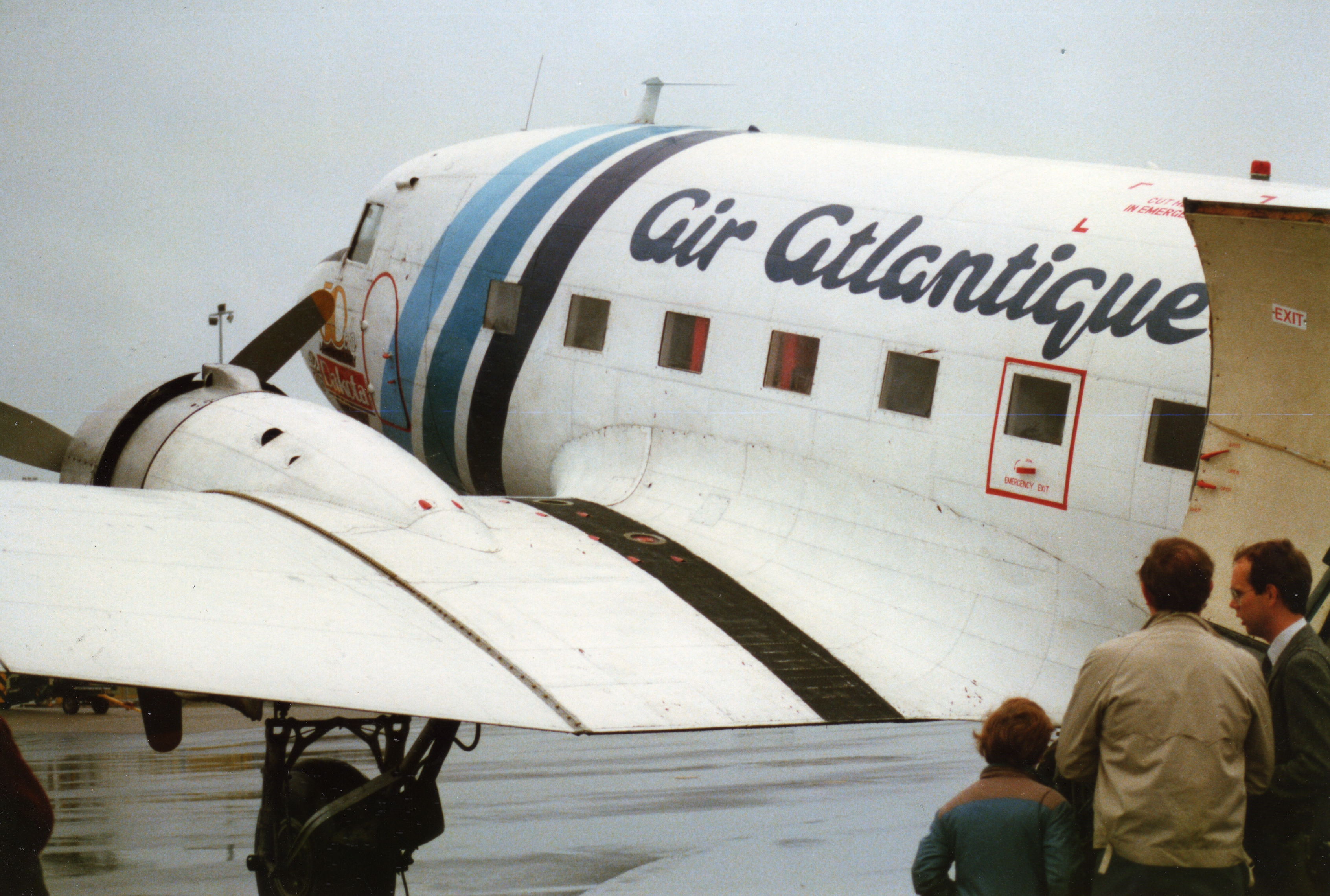
DC-3 d'Air Atlantique en 1986 à Belfast.

## Flotte
Flotte de la compagnie en août 2006 :
- 2 ATR 72-200
- 3 ATR 42-300
- 1 Fairchild Metro III
- 1 Cessna Citation